# Ana Thais Matos
Ana Thaís Matos, née le 12 mars 1985 à Santos, est une journaliste et présentatrice sportive de la télévision brésilienne. Elle travaille sur les émissions Lance ! et BandSports et sur les stations de radio Globo et CBN. 
Première femme commentatrice sur TV Globo, dans le cadre de la Coupe du monde féminine et dans le football masculin en direct en 2018 elle s'est engagée contre le sexisme dans son milieu.

## Biographie
Ana Thaís Matos vient d'une famille modeste du quartier Baixada do Glicério du centre-ville de São Paulo. Après la séparation de ses parents à l'âge de 8 ans, elle emménage à Itanhaém.
Elle se lance dans le jazz, le théâtre et la capoeira dans l'optique de devenir chanteuse professionnelle. Passionnée par le football, elle arrête pour entamer une carrière de footballeuse junior. Elle est alors limitée par les perspectives de carrière et le prix des écoles pour filles, comme celle de Kleiton Lima (ancienne entraîneuse de l'équipe féminine du Brésil). Elle emprunte de l'argent, mais se rend compte alors de son retard face à ses camarades. Elle tente la Juventus à la capitale, puis finit par renoncer.
Face aux difficultés financières de sa famille, elle travaille comme hôtesse, employée de bureau de motards et assistante dans un bureau d'architecture. Elle économise pour entrer à l'université et parvient à intégrer la section de journalisme de l'université pontificale catholique de Sao Paulo dont elle est diplômée en 2011, la seule de sa fratrie à être diplômée de l'enseignement supérieure.

## Carrière
En 2009, elle effectue des stages à Diário Lance ! et BandSports. Puis, elle a rejoint Grupo Globo en 2012 en tant que reporter sportif à Rádio Globo São Paulo, où elle responsable de secteur pour Palmeiras pendant 3 ans. Elle travaillé pour l'émission Futebol Globo/CBN (Rádio Globo et Rádio CBN) entre 2012 et 2018. Lors de la Coupe du monde de la FIFA 2018, elle fait ses débuts sur SporTV, avant de passer à la télédiffusion.
En janvier 2019, elle travaille comme commentatrice sur SporTV, l'unité sport du Groupe Globo, où elle a débuté aux côtés d'Odinei Ribeiro avec la diffusion du premier match entre les clubs Ituano et Novorizontino pour le championnat Paulista. Elle est la première femme commentatrice sur TV Globo, lors du match du Brésil contre la Jamaïque dans le cadre de la Coupe du monde féminine et dans le football masculin en direct en 2018 lors du match entre Santos et Athletico Paranaense.
En 2020, elle remporte le trophée de l'Association des chroniqueurs sportifs de l'État de São Paulo, dans la catégorie des commentateurs de télévision,.

## Polémiques
Ana Thaís Matos prend à différentes reprises la parole pour dénoncer le sexisme et la toxicité du monde sportif dont elle a plusieurs occasions été victimes.
En septembre 2019, Venê Casagrande est licencié de Globo après avoir publié un tweet offensant envers Ana Thaís Matos. Il a par la suite présenté des excuses et supprimé le tweet, en déclarant s'être fait pirater son compte.
En octobre 2020, elle subit des menaces après avoir critiqué la signature du joueur Robinho par le Santos Futebol Clube. Son numéro de téléphone personnel est notamment divulgué sur internet et elle doit bloquer pas moins de 600 comptes Twitter et supprimer plus de 3000 messages d'insultes. Le joueur est alors accusé par la justice italienne de viol collectif commis en 2013 en boîte de nuit sur une jeune Albanaise.
En mars 2021, elle est traitée de « fainéante »par l'ancien joueur Neto dans l'émission Os Donos da Bola alors qu'elle essaie de défendre sa collègue Leila Pereira. Elle répond qu'elle partage les mêmes qualités que lui.

## Récompense
En 2020, elle remporte le trophée de l'Association des chroniqueurs sportifs de l'État de São Paulo, dans la catégorie des commentateurs de télévision,.